# Três Corações
Três Corações este un oraș în Minas Gerais (MG), Brazilia.